# Uwe Beyer
Uwe Beyer (Alemania, 14 de abril de 1945-15 de abril de 1993) fue un atleta alemán, especializado en la prueba de lanzamiento de martillo en la que llegó a ser medallista de bronce olímpico en 1964.

## Carrera deportiva
En los JJ. OO. de Tokio 1964 ganó la medalla de bronce en el lanzamiento de martillo, con una marca de 68.09 metros, quedando en el podio tras el soviético Romuald Klim y el húngaro Gyula Zsivótzky (plata).